# Thomas K. Mattingly
Thomas Kenneth Mattingly II, ofta känd som Ken Mattingly, född 17 mars 1936 i Chicago, Illinois, död 31 oktober 2023 i Arlington, Virginia, var en amerikansk astronaut uttagen i astronautgrupp 5 den 4 april 1966.

## Familjeliv
Har var gift två gånger och fick ett barn i första äktenskapet.

## Rymdfärder
Mattingly gjorde tre rymdfärder under sin tid som aktiv astronaut hos NASA. Han skulle även ha åkt med Apollo 13, men fick flygförbud efter att han utsatts för röda hund ett kort tag före avfärden.

### Apollo 16
16 - 27 april 1972 under den femte bemannade månlandningen var han pilot ombord på kommandomodulen och stannade i omloppsbana runt månen medan John W. Young och Charles Duke åkte ner till månen och genomförde månpromenader.

### STS-4
27 juni - 4 juli 1982 var den fjärde och sista testfärden med rymdfärjan Columbia innan rymdfärjorna förklarades operationella. Det här var också den sista rymdfärjefärden med bara två mans besättning ombord. Pilot ombord var Henry Hartsfield.

### STS-51-C
var den sista rymdfärden Mattingly gjorde. Den gjorde han som befälhavare ombord på rymdfärjan Discovery. Med som pilot var Loren J. Shriver och som uppdragsspecialister fanns Ellison Onizuka och James Buchli samt Gary E. Payton som nyttolastspecialist. Detta var den första rymdfärjefärden avsedd för militärt uppdrag.

## Rymdfärdsstatistik
| Färd      | Datum                 | Tid       | EVA     |
| --------- | --------------------- | --------- | ------- |
| Apollo 16 | 16 - 27 april 1972    | 261:51:05 | 1:23:00 |
| STS-4     | 27 juni - 4 juli 1982 | 169:09:31 | 0:00:00 |
| STS-51-C  | 28 nov - 8 dec 1983   | 73:33:23  | 0:00:00 |
| Totalt    | Totalt                | 504:33:59 | 0:00:00 |